# Медисин-Ривер (фильм)
«Медисин-Ривер» (англ. Medicine River) — кинокомедия 1993 года по одноимённому роману американо-канадского писателя Томаса Кинга.

## Сюжет
Фоторепортёр Уилл (Грэм Грин), специализирующийся на командировках в «горячие точки», возвращается в родной город Медисин-Ривер на территории резервации черноногих после смерти матери. Опоздав на похороны, он хочет дождаться возвращения брата, которого не видел много лет, чтобы помириться с ним; тем временем несколько навязчивый, но добродушный Харлен (Том Джексон) берёт на себя роль его опекуна и втягивает в одну авантюру за другой, между делом знакомя Уилла с нравами местной общины. В Торонто Уилла ждут его босс и подруга Эллен и блестящие карьерные перспективы, в Медисин-Ривер он находит работу по душе и влюбляется в красивую и независимую Луизу. Чем больше времени Уилл проводит среди местных жителей, многие из которых знали его родителей и своими рассказами воскрешают в нём семейные воспоминания, тем меньше он уверен, что его возвращение в Торонто имеет смысл. В последний вечер, когда дела в городе закончены и билет на самолёт уже заказан, Уилл принимает самое важное решение в своей жизни.

## Актёрский состав
- Грэм Грин — Уилл
- Том Джексон — Харлен Большой Медведь
- Шила Таузи — Луиза Хэвимен
- Джанет-Лэйн Грин — Эллен Лесли
- Байрон Чиф-Мун — Клайд Уайтман
- Джимми Херман — Лайонел Джеймс (в титрах указан как Jimmie Herman)
- Мэгги Чёрный Котёл — Марта Старая Ворона
- Тина Луиза Бомберри — Берта
- Бен Кардинал — Большой Джон Жёлтый Кролик
- Майкл Лоренчук — Эдди Голова Горностая (в титрах указан как Micheal C. Lawrenchuck)
- Рауль Трухильо — Флойд
- Дакота Хаус — Элвуд
- Ширли Чичу — Кэнди
- Шерилин Кардинал — Мэй
- Томас Кинг — Лестер
- Денис Лакруа — Джордж

## Награды
- В 1995 году фильм (сценаристы Энн Макнотон и Томас Кинг) номинировался на премию «Джемини» за лучший сценарий в драматической программе или мини-сериале.[1]